# Мінчо Нейчев
Мінчо Колєв Нейчев (болг. Минчо Колев Нейчев) (4 квітня 1887 року, Стара-Загора, Болгарія — 11 серпня 1956 року, Тирговіште, Болгарія) — болгарський державний і політичний діяч, член Болгарської комуністичної партії, був міністром в декількох урядах: міністром юстиції в кабінеті Кимона Георгієва (1944-46), міністром освіти при Георгії Димитрові (1946-47) і міністром закордонних справ при Червенкові та Югові. У 1947 році Нейчев очолював комітет, який розробляв Димитрівську конституцію, а до 1950 року обіймав вищу державну посаду Голови Президії Народних Зборів НРБ .

## Біографія
Мінчо Нейчев народився 23 березня (4 квітня) 1887 року в Стара-Загорі. У 1908 році закінчив юридичний факультет в Швейцарії, після чого працював адвокатом у рідному місті. У 1920 році вступив до комуністичної партії та очолив відділ партії в Стара-Загорі. Після Вересневого повстання у 1923 році був заарештований і провів в ув'язненні кілька місяців. У 1941 році був знову арештований і поміщений в табір Кристополе. У 1943 році був звільнений і вступив у Вітчизняний фронт.
В уряді, утвореному після перевороту 9 вересня 1944 року Мінчо Нейчев став міністром юстиції. У 1945 році увійшов до Центрального комітету Комуністичної партії. У 1948 році став кандидатом, а в 1949 — членом Політбюро. Після короткої перерви улітку 1946 року Нейчев знову став членом уряду — міністром народної освіти. Після підготовки болгарської конституції Нейчев був головою Президії VI Великих Народних зборів (1947—1949) і I Народних зборів (1950). У 1950 році став міністром закордонних справ Болгарії. Після відсторонення Вилки Червенкова Нейчев був виведений зі складу Політбюро, однак зберіг посаду міністра закордонних справ аж до своєї смерті 11 серпня 1956 року.